# Tillandsia variabilis
Tillandsia variabilis, és una espècie de bromèlia del gènere Tillandsia. Aquesta espècie és autòctona de Bolívia, Costa Rica, Mèxic (En els estats de; Veracruz, Oaxaca, San Luis de Potosi, Tabasco, Chiapas, Yucatàn, Puebla), Veneçuela, Colòmbia, les Antilles i el sud de Flòrida.
La Tillandsia variabilis és un epífita que creix a les branques de diversos arbres en boscos humits. Pot arribar fins als 40 cm de longitud, incloent-hi la inflorescència, generalment creix solitària però ocasionalment se la pot trobar en grups. Les fulles són estretament triangulars, suaus i fràgils, de fins a 30 cm de longitud. La inflorescència és generalment simple, a vegades amb 2–3 branques, però mai ramificada palmadament. Les bràctees són vermelles, verdes o porpres, amb menys d'1 cm d'amplada, cobrint i amagant la ràquis. Les flors poden ser de color lila o blau i mesuren fins a 3 cm de longitud.